# هل يمكن أن تنافس هؤلاء؟
هل يمكن أن تنافس هؤلاء؟  كان برنامج إذاعى مشهور يقدم فيه الممثلون الكوميديون النكات والطرائف. هذا البرنامج غير المجهز له، قدم بواسطة "Colgate-Palmolive" وأنتج بواسطة السيناتور «ادوارد فورد».وكان محتوى البرنامج شبيه بسلسة برامج "You've Heard This One (1939-40), "
وشارك المستمعين ب 3000 نكتة في الأسبوع.وقال بيتر دونالد أفضل هذه النكات، كل واحدة تتمحور حول موضوع آخر، ولاقت هذه النكات استحسان الجمهور.وحاول «فرسان مائدة المهرج»—فورد، وHershfield جو لوري، الابن—منافسة المستمعين بنكاتهم الخاصة، وكان عليهم بذل مجهود كبير لتكون النكات ملائمة للموضوع.
وكان أي عمل مقدم للبرنامج يساوى عشرة دولارات.وفي كل مرة كان يفشل أي منافس لبيتر دونالد (كانت نكاته مسجلة في عداد الضحك ب 1000)، وأضيفت خمسة دولارات، لذلك يحتمل أن يفوز المستمع 25 دولارا، وإن كان في كثير من المناسبات يربح دونالد 1000s ، وزعم أعضاء الفريق معا أنهم يعرفون أكثر من 15,000 النكات.
هل يمكن لهذه الصفحة؟ لأول مرة في نيويورك لاذاعة يؤكدو في عام 1940. ان بي سي التقطت تظهر في عام 1942، واستمر 12 سنوات. يستضيف في وقت واحد أو آخر وشملت دونالد بيتر وارد ويلسون، وروجر باور ودينيس جيمس. 

## التلفزيون
هل يمكن أن تنافس هؤلاء؟ ظهر البرنامج لأول مرة على التلفزيون على ايه بي سي يوم 3 أكتوبر، 1950 واستمر حتى 26 مارس 1951.

## الحلقات
ما لا يقل عن خمس حلقات موجودة في برنامج اذاعي، اثنتان منها يمكن سماعها أدناه. ثماني حلقات موجودة في نسخة عام 1970 ؛ واحدة هي التي تحتفظ بها الجامعة، والباقي في السينما والتلفزيون في جامعة كاليفورنيا الأرشيف.
وعرضت جامعة كاليفورنيا أيضا ثلاث حلقات إذاعية. في 5 ديسمبر 1947 وأعاد بث حلقة KCRW يوم 25 فبراير، 1995. في 12 ديسمبر العرض كان أعد من قبل KJQI في 23 فبراير، 1995. والثالث هو عام 1948 حلقة مع دينيس جيمس.

## الكتب
النكات تم جمعها في مجموعتين، هل يمكنك منافسة هؤلاء وزبدة المحصول، التي نشرتها وزواج. دنلاب وديل في عامي 1947 و 1949.

## الاستماع إلى
- الوقت ذاته، نفس المحطة: هل أنت الأعلى هذا؟ (يوليو 26، 1947) في الدقيقة 90 علامة
- Boxcar711 : هل أنت الأعلى هذا؟ (7 ديسمبر 1947)

## روابط خارجية
- هل يمكن أن تنافس هؤلاء؟ على موقع IMDb (الإنجليزية)

## روابط إضافية
- الوقت : «هل سمعتم هذا واحد؟» (أكتوبر 11، 1943)